# Jonas Faber
Jonas Faber (* 23. Mai 1992 in Deutschland) ist ein deutscher Handballspieler.
Faber ist Torwart und spielte zunächst für den deutschen Verein HSC 2000 Coburg. In der Saison 2017/18 wechselte er zur TV Weidhausen. Anschließend wechselte er zur HSG Rödental/Neustadt.